# Arnaud de Puyfontaine
Arnaud de Puyfontaine (Parigi, 26 aprile 1964) è un manager francese, attivo nel settore dei media. Diplomato presso l'ESCP Europe, la Harvard Business School e l'Institut Multimédias, è attualmente presidente del consiglio direttivo (amministratore delegato) del gruppo Vivendi (dal 24 giugno 2014).
Dal 1 giugno 2017 al 3 maggio 2018 è stato presidente esecutivo della TIM. Dal 4 maggio 2018 è un consigliere della società telefonica italiana.

Arnaud de Puyfontaine riveste il delicato ruolo di conciliatore, secondo il Financial Times del 3 agosto 2017, che promette: "I will do whatever it takes to be part of the reinforcement of the relationship between Italy and France".

## Biografia
Diplomato all'ESCP (corso 1988), all'Institut Multimédias (corso 1992) e  all'AMP Harvard Business School (corso 2000), Arnaud de Puyfontaine comincia la sua carriera a Le Figaro dove la sua missione consisterà nello sviluppare i legami del giornale con le grandi scuole. Vi lavorerà tre anni mentre continua i suoi studi. Dopo un passaggio come consulente presso Arthur Andersen, si reca in Indonesia a effettuare il suo servizio militare. Ritorna al giornale Le Figaro dove dirigerà in particolare la regata della "Solitaire du Figaro", sotto la guida di Philippe Villin con cui lavora a stretto contatto.
Nel 1995, si unisce al gruppo Emap. Dirige prima Télé Poche (una rivista di televisione) e Studio Magazine (una rivista di cinema). Gestisce l'acquisizione delle riviste Télé Star e Télé Star jeux. Crea il polo Emap Star di cui diventa delegato prima di essere nominato nel luglio 1998 direttore generale del gruppo Emap France dopo la partenza di Kevin Hand per Londra nella casa madre. La creazione del polo Star, divenuto molto rapidamente un peso massimo della stampa televisiva, gli apre la presidenza del gruppo con la sua nomina, nel 1999, alla carica di presidente-direttore generale. È ugualmente membro del management board di Emap, di Emap Digital Worldwide (1999-2006) e di amministratore di Emap Metro in Gran Bretagna. Parallelamente Arnaud de Puyfontaine diventa amministratore (dal 1998) e presidente (2004-2007) di Audipresse, dell'Associazione per la promozione della stampa periodica (Association pour la promotion de la presse magazine, APPM). È ugualmente amministratore del Sindacato della stampa periodica e d'informazione (dal 1998).
Nel 2006, Emap plc decide di cedere la sua filiale francese. Al termine di un processo di cessione condotto da Arnaud de Puyfontaine, Emap France entra in seno al gruppo Mondadori. Attraverso questa acquisizione, il gruppo di media italiano si apre il mercato francese della stampa periodica. Confermato nelle sue funzioni, Arnaud de Puyfontaine è nominato nell'aprile 2007 presidente della holding Mondadori France che, parallelamente all'attività periodica, ha la vocazione di accogliere nuove attività. In quest'ottica, Arnaud de Puyfontaine è nominato anche direttore generale delle attività digitali per l'insieme del gruppo Mondadori. Si dimette dai suoi mandati nell'agosto 2008 e diventa « senior advisor » accanto a Maurizio Costa, vicepresidente e amministratore delegato del gruppo Arnoldo Mondadori Editore. Nell'ottobre 2008, Nicolas Sarkozy lancia gli « Stati generali della stampa scritta » e nomina Arnaud de Puyfontaine in qualità di presidente del polo « Stampare, trasportare, distribuire, finanziare: come rigenerare il processo industriale della stampa scritta? ». Al termine del processo, Arnaud de Puyfontaine si vede affidare dal presidente della Repubblica una missione di controllo e di attuazione delle raccomandazioni adottate che hanno ispirato in gran parte i recenti mutamenti del settore.
Il 15 maggio 2009, è nominato CEO (chief executive officer) di The National Magazine Company (Natmags), la filiale britannica di Hearst Corporation e diventa « Monsieur Europe » per uno dei primi gruppi mediatici americani. Nel 2011 prende la guida delle operazioni per l'acquisizione di circa cento titoli pubblicati da Lagardère in una quindicina di paesi fuori della Francia. Nello slancio del momento, è nominato, nel giugno 2011, vicepresidente esecutivo di Hearst Magazine International.
Nel maggio 2012, Arnaud de Puyfontaine entra nel consiglio d'amministrazione di Schibsted, principale gruppo di media scandinavo.
Nel gennaio 2014, Arnaud de Puyfontaine entra nel gruppo Vivendi come direttore generale delle attività media e contenuti. Il 24 giugno 2014, è nominato presidente del consiglio direttivo di Vivendi.
Arnaud de Puyfontaine è membro del Siècle, un importante circolo che riunisce i membri più influenti della classe dirigente francese. È anche amministratore dell'Istituto Aspen, membro della commissione « Dialogo Economico » del Medef (Mouvement d'entreprises de France, la Confindustria francese) e Presidente di ESCP Europe Alumni.
Suo nonno materno, André-Marie Gerard, fu caporedattore di L'Aurore, uno storico giornale francese, dal 1957 al 1960. Prese in seguito la direzione dei telegiornali della RTF prima di diventare ispettore generale dell'ORTF.
È membro del consiglio d'amministrazione della French-American Foundation.

## Onorificenze
- Cavaliere dell'Ordine nazionale della Legion d'onore (dal 14 luglio 2015)[8].
- Arnaud de Puyfontaine è cavaliere dell'Ordine nazionale al merito e dell'Ordine delle arti e delle lettere.